# كاوري ماتسومورا
كاوري ماتسومورا (باليابانية: 松村香織؛ بالكانا: まつむら かおり) هي آيدولة يابانية يابانية، ولدت في 17 يناير 1990 في سايتاما في اليابان.

## وصلات خارجية
- الموقع الرسمي
- كاوري ماتسومورا على موقع ميوزك برينز (الإنجليزية)